# 奇邦博县
奇邦博县是赞比亚中央省的一个县，2000年人口241,612。行政中心位于奇邦博，处在卢坎加沼泽和卢安瓜河谷之间。